# Ayşe Hatun (consorte di Selim I)
Ayşe Hatun (turco ottomano: عائشه سلطان, lett. "femminile", chiamata anche Ayşe/Ayshe Giray; Bachčisaraj, 1476 – Costantinopoli, 1539) è stata una principessa crimea, figlia di Menli I Giray e consorte prima del principe ottomano Şehzade Mehmed e poi del suo fratellastro, il sultano Selim I.

## Biografia
Ayşe Hatun nacque nel 1476 a Bachčisaraj, nel Khanato di Crimea. Suo padre era il khan Menli I Giray.
Nel 1504, venne offerta come consorte a Şehzade Mehmed, uno dei figli del sultano ottomano Bayezid II, rimanendo vedova nello stesso anno. 
Dopodiché, nel 1511 venne offerta al fratellastro di Mehmed, Selim, che Menli appoggiava nella lotta per il trono ottomano e che divenne sultano nel 1512 come Selim I. È spesso, ma falsamente, indicata come madre di almeno una figlia di Selim, fra cui Şah Sultan, Beyhan Sultan o Gevherhan Sultan, e in precedenza si credeva pure potesse essere la madre di Solimano I, erede di Selim, ma questa leggenda fu sfatata quando fu stabilito che lei e Ayşe Hafsa Hatun, vera madre di Solimano, erano due persone diverse. In realtà non esiste prova che abbia avuto alcun figlio o figlia ed è anzi molto probabile che l'unione non sia mai stata consumata, per evitare che la famiglia di lei potesse influenzare la politica e la successione ottomana se Ayşe avesse avuto un figlio. 
Rimase nuovamente vedova alla morte di Selim nel 1520 e visse il resto della sua vita nell'Eski Saray, dove morì nel 1539. 